# 군나르 노르드스트룀
군나르 노르드스트룀(스웨덴어: Gunnar Nordström, 1881–1923)은 핀란드의 이론물리학자다. 최초의 상대론적인 중력 이론을 발표하였고, 또한 칼루차-클레인 이론을 제창한 학자 가운데 하나이다. 또한, 일반 상대성 이론의 라이스너-노르드스트룀 계량을 발견하였다.

## 참고 문헌
- Ravndal, Finn (2004). “Scalar gravitation and extra dimensions” (영어). arXiv:gr-qc/0405030. Bibcode:2004gntp.conf..151R.